# Gustave Dubus
Gustave Dubus (Arzew, 26 marzo 1910 – Montmorency, 9 dicembre 1991) è stato un calciatore francese, di ruolo attaccante.

## Carriera

### Club
Cominciò la carriera nel Club des Joyeusetés d'Oran, che lasciò nel 1929 per andare a laurearsi in Legge a Montpellier. Contemporaneamente giocò nella squadra della vicina Sète, con cui vinse la Coppa di Francia nel 1930. Rifiutandosi di diventare professionista, tornò ad Algeri nel 1922 e lì divenne presidente della Lega regionale locale, poi selezione locale (non ancora Nazionale ufficiale) negli anni '50. A partire dal 1955 si dedicò ad un progetto per sviluppare un campionato professionistico in Algeria. Contemporaneamente ebbe anche importanti incarichi fuori dal mondo del calcio, come quello di Presidente dei servizi di sicurezza sociale della città di Algeri.
Nel 1962, quando l'Algeria ottenne l'indipendenza, Dubois tornò a Parigi dove divenne membro del direttivo della Federazione.

### Nazionale
Ha collezionato due presenze con la propria Nazionale.

## Statistiche

### Cronologia presenze e reti in Nazionale
| Cronologia completa delle presenze e delle reti in nazionale ― Francia | Cronologia completa delle presenze e delle reti in nazionale ― Francia | Cronologia completa delle presenze e delle reti in nazionale ― Francia | Cronologia completa delle presenze e delle reti in nazionale ― Francia | Cronologia completa delle presenze e delle reti in nazionale ― Francia | Cronologia completa delle presenze e delle reti in nazionale ― Francia | Cronologia completa delle presenze e delle reti in nazionale ― Francia | Cronologia completa delle presenze e delle reti in nazionale ― Francia |
| Data                                                                   | Città                                                                  | In casa                                                                | Risultato                                                              | Ospiti                                                                 | Competizione                                                           | Reti                                                                   | Note                                                                   |
| ---------------------------------------------------------------------- | ---------------------------------------------------------------------- | ---------------------------------------------------------------------- | ---------------------------------------------------------------------- | ---------------------------------------------------------------------- | ---------------------------------------------------------------------- | ---------------------------------------------------------------------- | ---------------------------------------------------------------------- |
| 23-2-1930                                                              | Porto                                                                  | Portogallo                                                             | 2 – 0                                                                  | Francia                                                                | Amichevole                                                             | -                                                                      |                                                                        |
| 13-4-1930                                                              | Colombes                                                               | Francia                                                                | 1 – 6                                                                  | Belgio                                                                 | Amichevole                                                             | 1                                                                      |                                                                        |
| Totale                                                                 |                                                                        | Presenze                                                               | 2                                                                      |                                                                        | Reti                                                                   | 1                                                                      |                                                                        |